# Equirando
L'Equirando est le plus grand rassemblement européen de tourisme équestre. Cette manifestation réunit environ mille cavaliers et meneurs à chacune de ses éditions, venant de toute la France et de différents pays (Belgique, Italie, Suisse, Espagne, Maroc, Australie...). C'est le rendez-vous des passionnés d'équitation de pleine nature et de randonnée équestre. 
Le concept est simple, chaque participant part d'où il le souhaite et rallie le point d'arrivée, en parcourant plus de 100 kilomètres avec un cheval, un âne ou une mule attelé ou monté. Le randonneur organise ses étapes comme il l'entend pour découvrir les régions traversées à son rythme. Ils partent une semaine ou plusieurs mois, de France ou de l'étranger, les itinéraires sont différents mais tous ont la même destination.
L'Equirando, connue pour son ambiance festive et son grand défilé, met l’équitation de pleine nature et les régions françaises à l’honneur.
La Fédération Française d'Equitation confie l'organisation de chaque édition de cet événement unique à un Comité d'Organisation de la région hôte. 
Les participants sont appelés Equirandins. 

## Histoire
L'idée de l'Equirando naît en 1961, lorsque Henri Roque, un cavalier randonneur, traverse la France jusqu'à Paris pour rencontrer les responsables du salon de l'agriculture, et parle en chemin de la disparition du cheval dans la vie quotidienne et dans l'armée. Il organise alors un grand rassemblement des pratiquants de l'équitation d'extérieur au Puy du Fou, l'été venu. 
La seconde édition, l'été 1962, rassemble plus de 200 cavaliers.
La manifestation prend le nom d'Equirando en 1987, de la contraction d' « équitation » et de « randonnée ».  
Annuelle jusqu'en 2004, la manifestation est devenue bisannuelle depuis.
Éditions de l'Equirando :
| 1961 : Polignac (Haute-Loire) 1962 : Roanne (Loire) 1963 : Uzes (Gard) 1964 : Angers (Maine-et-Loire) 1965 : Nancy (Meurthe-et-Moselle) 1966 : Saint-Malo (Ille-et-Vilaine) 1967 : Sarlat (Corrèze) 1968 : Nevers (Nièvre) 1969 : Mende (Lozère) 1970 : Saignelégier (Suisse) 1971 : Auch (Gers) 1972 : Rallye d'Alsace 1973 : Cluny (Saône-et-Loire) 1974 : Rallye des Parcs 1975 : Brasparts (Finistère) 1976 : Vigneulles Les Hattonchatel (Meuse) 1977 : Briançon (Hautes-Alpes) | 1978 : Fontainebleau (Seine-et-Marne) 1979 : Randonnées de l'été 1980 : Saumur (Maine-et-Loire) 1981 : Panissières (Loire) 1982 : Carcassonne (Aude) 1983 : Compiègne (Oise) 1984 : Parthenay (Deux-Sèvres) 1985 : Avignon (Vaucluse) 1986 : Brive la Gaillarde (Corrèze) 1987 : Chalon-Sur-Saône (Saône-et-Loire) 1988 : Rodez (Aveyron) 1989 : Châteauroux (Indre) 1990 : Guingamp (Côtes-d'Armor) 1991 : Rochefort (Charente-Maritime) 1992 : Béziers (Hérault) 1993 : Provins (Seine-et-Marne) 1994 : La Ferté Saint Aubin (Loiret) 1995 : Chambéry (Savoie) | 1996 : Le Puy en Velay (Haute-Loire) 1997 : Jumièges (Seine-Maritime) 1998 : Lavelanet (Ariège) 1999 : Malestroit (Morbihan) 2000 : Egletons (Corrèze) 2001 : Vichy (Allier) 2002 : Lamotte Beuvron (Loir-et-Cher) 2003 : Lyon Miribel-Jonage (Saône-et-Loire) 2004 : Chalon-Sur-Saône (Saône-et-Loire) 2006 : Saverne (Bas-Rhin) 2008 : Châteaubriant (Loire-Atlantique) 2010 : Vizille (Isère) 2012 : Haras national du Pin (Orne) 2013 : Pôle du Cheval et de l'Ane de Lignières (Cher) 2015 : Beaumont-de-Lomagne (Tarn-et-Garonne) 2017 : Bourg-en-Bresse (Ain) 2019 : Les Bréviaires (Yvelines) 2021 : Le Lion-d'Angers (Maine-et-Loire) 2022: La Baie de Somme (Somme) |